# Francesco Nicastro
Francesco Nicastro (Campofranco, 26 ottobre 1991) è un calciatore italiano, attaccante della Vis Pesaro.

## Carriera
Cresciuto nel Campofranco squadra della sua città esordisce giovanissimo giocando nel campionato di Terza 
categoria, successivamente viene acquistato dal Catania inserendolo nelle giovanili, esordisce, in prestito fino a dicembre, in Lega Pro Prima Divisione, con il Pisa, il 4 settembre 2011 e totalizzando 5 presenze. A gennaio 2012 viene rigirato in prestito, questa volta in Lega Pro Seconda Divisione tra le file del Milazzo, con cui scende in campo 11 volte segnando 2 reti. 

Nella stagione successiva, ancora di proprietà del Catania, è in prestito al Bellaria Igea Marina, ancora nel campionato di Seconda Divisione, con cui segna 10 reti in 27 presenze.
Il 6 agosto 2013, scaduto il contratto con il Catania, firma ancora una volta in Seconda Divisione, questa volta con il Rimini, con cui segna 8 gol in 21 presenze. 

Nei successivi due anni ritorna nel terzo livello italiano, nella neonata Lega Pro giocando con la Juve Stabia per il quale segna 16 reti complessive in 58 presenze. 

Grazie alle buone prestazioni, Nicastro, in scadenza con le vespe, firma in Serie A con il Pescara, i quali però nelle ultime ore del mercato estivo lo girano in prestito in Serie B al Perugia, Con i bianco-rossi disputa una buona stagione trovando il gol per 8 volte (più uno nei play-off promozione) in 30 partite giocate. Ritornato in Abruzzo, dopo aver giocato in Coppa Italia, viene ceduto nuovamente in prestito al Foggia neopromosso in B. Con i rossoneri gioca 27 partite segnando 4 gol. Il 29 agosto 2018, dopo aver esordito in campionato e in Coppa Italia, scende di categoria, in prestito annuale con diritto di riscatto alla Ternana, in Serie C.In Umbria disputa 20 partite, segnando 3 reti. Il 27 luglio 2019 passa al Catanzaro, dove firma un triennale.In Calabria resta però solo 6 mesi, perché l'8 gennaio 2020, dopo una prima parte di stagione con 4 reti in 18 presenze, viene ceduto al Padova, firmando un biennale

## Statistiche

### Presenze e reti nei club
Statistiche aggiornate al 21 maggio 2025.
| Stagione           | Squadra            | Campionato         | Campionato | Campionato | Coppe nazionali | Coppe nazionali | Coppe nazionali | Coppe continentali | Coppe continentali | Coppe continentali | Altre coppe | Altre coppe | Altre coppe | Totale | Totale |
| Stagione           | Squadra            | Comp               | Pres       | Reti       | Comp            | Pres            | Reti            | Comp               | Pres               | Reti               | Comp        | Pres        | Reti        | Pres   | Reti   |
| ------------------ | ------------------ | ------------------ | ---------- | ---------- | --------------- | --------------- | --------------- | ------------------ | ------------------ | ------------------ | ----------- | ----------- | ----------- | ------ | ------ |
| 2005-2006          | Campofranco        | TC                 | 20         | 14         | -               | 0               | 0               | -                  | -                  | -                  | -           | -           | -           | 20     | 14     |
| 2009-2010          | Catania            | A                  | 0          | 0          | CI              | 1               | 0               | -                  | -                  | -                  | -           | -           | -           | 1      | 0      |
| 2010-2011          | Catania            | A                  | 0          | 0          | CI              | 0               | 0               | -                  | -                  | -                  | -           | -           | -           | 0      | 0      |
| Totale Catania     | Totale Catania     | Totale Catania     | 0          | 0          |                 | 1               | 0               |                    | -                  | -                  |             | -           | -           | 1      | 0      |
| 2011-gen. 2012     | Pisa               | PD                 | 5          | 0          | CI+CI-LP        | 1+2             | 0+1             | -                  | -                  | -                  | -           | -           | -           | 8      | 1      |
| gen.-giu. 2012     | Milazzo            | SD                 | 11         | 2          | CI-LP           | -               | -               | -                  | -                  | -                  | -           | -           | -           | 11     | 2      |
| 2012-2013          | Bellaria           | SD                 | 27         | 10         | CI-LP           | 0               | 0               | -                  | -                  | -                  | -           | -           | -           | 27     | 10     |
| 2013-2014          | Rimini             | SD                 | 21+1       | 8          | CI-LP           | 2               | 2               | -                  | -                  | -                  | -           | -           | -           | 24     | 10     |
| 2014-2015          | Juve Stabia        | LP                 | 29+1       | 6          | CI+CI-LP        | 2+3             | 0+2             | -                  | -                  | -                  | -           | -           | -           | 35     | 8      |
| 2015-2016          | Juve Stabia        | LP                 | 29         | 10         | CI+CI-LP        | 3+0             | 1               | -                  | -                  | -                  | -           | -           | -           | 32     | 11     |
| Totale Juve Stabia | Totale Juve Stabia | Totale Juve Stabia | 58+1       | 16         |                 | 5+3             | 1+2             |                    | -                  | -                  |             | -           | -           | 67     | 19     |
| 2016-2017          | Perugia            | B                  | 30+2       | 8+1        | CI              | 1               | 0               | -                  | -                  | -                  | -           | -           | -           | 33     | 9      |
| ago. 2017          | Pescara            | B                  | 0          | 0          | CI              | 1               | 0               | -                  | -                  | -                  | -           | -           | -           | 1      | 0      |
| ago. 2017-2018     | Foggia             | B                  | 27         | 4          | CI              | -               | -               | -                  | -                  | -                  | -           | -           | -           | 27     | 4      |
| ago. 2018          | Foggia             | B                  | 1          | 0          | CI              | 1               | 0               | -                  | -                  | -                  | -           | -           | -           | 2      | 0      |
| Totale Foggia      | Totale Foggia      | Totale Foggia      | 28         | 4          |                 | 1               | 0               |                    | -                  | -                  |             | -           | -           | 29     | 4      |
| ago. 2018-2019     | Ternana            | C                  | 20         | 4          | CI              | 0               | 0               | -                  | -                  | -                  | -           | -           | -           | 20     | 4      |
| 2019-2020          | Catanzaro          | C                  | 18         | 4          | CI              | 1               | 0               | -                  | -                  | -                  | -           | -           | -           | 19     | 4      |
| gen-giu.2020       | Padova             | C                  | 5+3        | 3          | CI              | 0               | 0               | -                  | -                  | -                  | -           | -           | -           | 8      | 3      |
| 2020-2021          | Padova             | C                  | 27+1       | 9          | CI              | 2               | 0               | -                  | -                  | -                  | -           | -           | -           | 30     | 9      |
| 2021-2022          | Padova             | C                  | 19+4       | 2          | CI+ CI-C        | 1+5             | 0               | -                  | -                  | -                  | -           | -           | -           | 29     | 2      |
| Totale Padova      | Totale Padova      | Totale Padova      | 51+8       | 14         |                 | 8               | 0               |                    | -                  | -                  |             | -           | -           | 67     | 14     |
| 2022-2023          | Pontedera          | C                  | 34+2       | 13+2       | CI-C            | 2               | 0               | -                  | -                  | -                  | -           | -           | -           | 38     | 15     |
| 2022-gen. 2023     | Pontedera          | C                  | 18         | 4          | CI-C            | 0               | 0               | -                  | -                  | -                  | -           | -           | -           | 18     | 4      |
| Totale Pontedera   | Totale Pontedera   | Totale Pontedera   | 52+2       | 17+2       |                 | 2               | 0               |                    | -                  | -                  |             | -           | -           | 56     | 19     |
| gen.-giu. 2024     | Vis Pesaro         | C                  | 17+2       | 4+1        | CI-C            | 0               | 0               | -                  | -                  | -                  | -           | -           | -           | 19     | 5      |
| 2024-2025          | Vis Pesaro         | C                  | 34+6       | 6+1        | CI-C            | 1               | 1               | -                  | -                  | -                  | -           | -           | -           | 41     | 8      |
| Totale Vis Pesaro  | Totale Vis Pesaro  | Totale Vis Pesaro  | 51+8       | 10+2       |                 | 1               | 1               |                    |                    |                    |             |             |             | 60     | 13     |
| Totale carriera    | Totale carriera    | Totale carriera    | 392+22     | 109+5      |                 | 29              | 7               |                    | -                  | -                  |             | -           | -           | 443    | 121    |

## Palmarès

### Club

#### Competizioni nazionali
- Coppa Italia Serie C: 1

Padova: 2021-2022